# Prodecatoma pongamiae
Prodecatoma pongamiae är en stekelart som beskrevs av Mani och Kurian 1953. Prodecatoma pongamiae ingår i släktet Prodecatoma och familjen kragglanssteklar. Inga underarter finns listade i Catalogue of Life.